# Stalobelus serpentarius
Stalobelus serpentarius är en insektsart som beskrevs av Buckton. Stalobelus serpentarius ingår i släktet Stalobelus och familjen hornstritar. Inga underarter finns listade i Catalogue of Life.